# Ciclismo ai Giochi della XX Olimpiade - Inseguimento a squadre
La prova dell'Inseguimento a squadre di ciclismo su pista dei Giochi della XX Olimpiade si è svolta dal 31 agosto al 1º settembre 1972 al velodromo Olympia-Radstadion di Monaco di Baviera, in Germania Ovest.

## Risultati

### Qualificazioni
I migliori 8 tempi ai quarti di finale.
| Pos. | Nazione           | Atleti                                                                           | 1 km    | 2 km    | 3 km    | 4 km    | Nota |
| ---- | ----------------- | -------------------------------------------------------------------------------- | ------- | ------- | ------- | ------- | ---- |
| 1    | Germania Ovest    | Jürgen Colombo, Günter Haritz Udo Hempel, Günther Schumacher                     | 1'08"77 | 2'13"16 | 3'18.39 | 4'23"54 | Q    |
| 2    | Germania Est      | Thomas Huschke, Heinz Richter Herbert Richter, Uwe Unterwalder                   | 1'09.00 | 2'14"47 | 3'20"19 | 4'25"48 | Q    |
| 3    | Unione Sovietica  | Viktor Bykov, Vladimir Kuznetsov Anatoly Stepanenko, Aleksandr Yudin             | 1'08"57 | 2'14"46 | 3'20"23 | 4'26"53 | Q    |
| 4    | Paesi Bassi       | Ad Dekkers, Gerard Kamper Herman Ponsteen, Roy Schuiten                          | 1'09"32 | 2'15"70 | 3'21"94 | 4'27"30 | Q    |
| 5    | Gran Bretagna     | Mick Bennett, Ian Hallam Ronald Keeble, William Moore                            | 1'10.11 | 2'16"45 | 3'22"21 | 4'28"92 | Q    |
| 6    | Polonia           | Paweł Kaczorowski, Janusz Kierzkowski Mieczysław Nowicki, Jerzy Głowacki         | 1'10"12 | 2'16"12 | 3'22"62 | 4'29"00 | Q    |
| 7    | Svizzera          | Martin Steger, Xaver Kurmann René Savary, Christian Brunner                      | 1'07"64 | 2'13"63 | 3'21"91 | 4'30"56 | Q    |
| 8    | Bulgaria          | Nikifor Petrov Minchev, Plamen Timchev Dimo Angelov Tonchev, Ivan Tsvetkov       | 1'09"03 | 2'16"27 | 3'24"25 | 4'31"43 | Q    |
| 9    | Italia            | Pietro Algeri, Giacomo Bazzan Giorgio Morbiato, Luciano Borgognoni               | 1'08"82 | 2'16"07 | 3'24"42 | 4'31"64 |      |
| 10   | Australia         | Steele Bishop, Danny Clark Remo Sansonetti, Philip Sawyer                        | 1'09"08 | 2'16"35 | 3'23"76 | 4'31"85 |      |
| 11   | Cecoslovacchia    | Zdeněk Dohnal, Jiří Mikšík Anton Tkác, Milan Zyka                                | 1'07"89 | 2'14.76 | 3'23"79 | 4'33"39 |      |
| 12   | Belgio            | Leon Daelemans, Roger De Beukelaer Alex Van Linden, Wilfried Wesemael            | 1'09"93 | 2'17"43 | 3'25.94 | 4'34"26 |      |
| 13   | Danimarca         | Gunnar Asmussen, Svend Erik Bjerg Reno Olsen, Bent Pedersen                      | 1'10"00 | 2'17"19 | 3'25"63 | 4'34"78 |      |
| 14   | Nuova Zelanda     | Paul Brydon, Neil Lyster John Dean, Blair Stockwell                              | 1'09"91 | 2'17"46 | 3'26"22 | 4'35"11 |      |
| 15   | Francia           | Bernard Bocquet, Jacques Bossis Michel Zucarelli, Jean-Jacques Fussien           | 1'08"83 | 2'16"12 | 3'24"33 | 4'35"48 |      |
| 16   | Argentina         | Carlos Miguel Álvarez, Raúl Gómez Raúl Halket, Ismael Torres                     | 1'11"89 | 2'19"75 | 3'28"94 | 4'37"89 |      |
| 17   | Stati Uniti       | David Chauner, John Vande Velde David Mulica, Jim Ochowicz                       | 1'11"29 | 2'18"55 | 3'28"04 | 4'38"19 |      |
| 18   | Cuba              | Gregorio Aldo Arencibia, Roberto Heredero Roberto Menéndez, Raúl Marcelo Vázquez | 1'11"76 | 2'20"90 | 3'32"39 | 4'44"43 |      |
| 19   | Canada            | Jocelyn Lovell, Brian Keast Ron Hayman, Ed McRae                                 | 1'11"47 | 2'23"93 | 3'37"54 | 4'48"90 |      |
| 20   | Trinidad e Tobago | Pat Gellineau, Clive Saney Anthony Sellier, Vernon Stauble                       | 1'17"01 | 2'29"96 | 3'44"66 | 4'56"59 |      |
| 21   | Giamaica          | Radcliffe Lawrence, Howard Fenton Maurice Hugh-Sam, Michael Lecky                | 1'13"47 | 2'27"21 | 3'43"32 | 4'59"28 |      |
| 22   | Iran              | Khosro Haghgosha, Mohamed Khodavand Gholam Hossein Koohi, Behrouz Rahbar         | 1'15"34 | 2'32"21 | 3'53"45 | 5'10"80 |      |

### Quarti di finali
| Serie | Pos. | Nazione          | Atleti                                                                       | 1 km    | 2 km    | 3 km    | 4 km    | Nota |
| ----- | ---- | ---------------- | ---------------------------------------------------------------------------- | ------- | ------- | ------- | ------- | ---- |
| I     | 1    | Gran Bretagna    | Mick Bennett, Ian Hallam Ronald Keeble, William Moore                        | 1'10"14 | 2'15"46 | 3'20"79 | 4'25"23 | Q    |
| I     | 2    | Paesi Bassi      | Ad Dekkers, Gerard Kamper Herman Ponsteen, Roy Schuiten                      | 1'10"22 | 2'15"26 | 3'21"08 | 4'26"11 |      |
| II    | 1    | Polonia          | Bernard Kręczyński, Paweł Kaczorowski Janusz Kierzkowski, Mieczysław Nowicki | 1'08"66 | 2'12"70 | 3'18"92 | 4'25"72 | Q    |
| II    | 2    | Unione Sovietica | Viktor Bykov, Vladimir Kuznetsov Anatoly Stepanenko, Aleksandr Yudin         | 1'09"35 | 2'13"36 | 3'19"00 | 4'26"75 |      |
| III   | 1    | Germania Est     | Thomas Huschke, Heinz Richter Herbert Richter, Uwe Unterwalder               | 1'09"10 | 2'13"53 | 3'18"15 | 4'23"26 | Q    |
| III   | 2    | Svizzera         | Martin Steger, Xaver Kurmann René Savary, Christian Brunner                  | 1'09"31 | 2'13"05 | 3'18"87 | 4'26"44 |      |
| IV    | 1    | Germania Ovest   | Jürgen Colombo, Günter Haritz Udo Hempel, Günther Schumacher                 | 1'09"62 | 2'13"32 | 3'18"31 | 4'24"49 | Q    |
| IV    | 2    | Bulgaria         | Nikifor Petrov Minchev, Plamen Timchev Dimo Angelov Tonchev, Ivan Tsvetkov   | 1'08"45 | 2'15"06 | 3'23"81 | 4'31"55 |      |

### Semifinali
| Serie | Pos. | Nazione        | Atleti                                                                       | 1 km    | 2 km      | 3 km    | 4 km    | Nota |
| ----- | ---- | -------------- | ---------------------------------------------------------------------------- | ------- | --------- | ------- | ------- | ---- |
| I     | 1    | Germania Ovest | Jürgen Colombo, Günter Haritz Günther Schumacher, Peter Vonhof               | 1'07"67 | 2'11"78   |         |         | Q    |
| I     | 2    | Gran Bretagna  | Mick Bennett, Ian Hallam Ronald Keeble, William Moore                        | 1'08"50 | Raggiunta |         |         |      |
| II    | 1    | Germania Est   | Thomas Huschke, Heinz Richter Herbert Richter, Uwe Unterwalder               | 1'08"09 | 2'12"42   | 3'17"40 | 4'23"14 | Q    |
| II    | 2    | Polonia        | Bernard Kręczyński, Paweł Kaczorowski Janusz Kierzkowski, Mieczysław Nowicki | 1'08"80 | 2'13"29   | 3'18"84 | 4'26"39 |      |

## Finali
| Pos.        | Nazione        | Atleti                                                                       | 1 km    | 2 km    | 3 km    | 4 km    |
| ----------- | -------------- | ---------------------------------------------------------------------------- | ------- | ------- | ------- | ------- |
| 1 & 2 posto |                |                                                                              |         |         |         |         |
| Oro         | Germania Ovest | Jürgen Colombo, Günter Haritz Udo Hempel, Günther Schumacher                 | 1'07"25 | 2'10"66 | 3'15"07 | 4'22"14 |
| Argento     | Germania Est   | Thomas Huschke, Heinz Richter Herbert Richter, Uwe Unterwalder               | 1'08"43 | 2'13"07 | 3'18"89 | 4'25"25 |
| 3 & 4 posto |                |                                                                              |         |         |         |         |
| Bronzo      | Gran Bretagna  | Mick Bennett, Ian Hallam Ronald Keeble, William Moore                        | 1'08"44 | 2'12"90 | 3'17"91 | 4'23"78 |
| 4           | Polonia        | Bernard Kręczyński, Paweł Kaczorowski Janusz Kierzkowski, Mieczysław Nowicki | 1'08"43 | 2'12"96 | 3'18"71 | 4'26"06 |